# FMA x86
FMA x86 ist eine Befehlssatzerweiterung für Mikroprozessoren von Intel und AMD zur Unterstützung der Fused-Multiply-Add-Technik (FMA). Von AMD erfolgte hierzu erstmals eine Umsetzung in den „Bulldozer“-CPUs. Intel setzte dies erst in den Haswell-Prozessoren ein.
Es gibt zwei nicht miteinander kompatible Ausführungen, FMA4 und FMA3:
- FMA4 ist die vollwertige Version, die eine Operation der Form {\displaystyle d=a+b\cdot c} erlaubt;
- FMA3 erfordert dagegen, dass das Zielregister eines der Operandenregister ist, und dieser dadurch überschrieben wird.

## Neue Eigenschaften
FMA erweitert die Möglichkeiten zu Vektoroperationen und kann als Erweiterung der AVX-Befehle gesehen werden.

## Neue Instruktionen

### CPUs mit FMA4
- Intel hat FMA4 nicht implementiert.
- AMD hatte FMA4 implementiert:
  - Bulldozer-basierte Prozessoren (AMD FX), Q4/2011
  - Piledriver-basierte Prozessoren (AMD FX, Trinity und Richland APUs), Q2/2012
  - Steamroller-basierte Prozessoren (4. Generation A-Serie-Prozessoren, Kaveri-APUs) Q1/2014
  - Zen-Prozessoren (Q1/2017) haben zwar eine funktionierende Implementierung von FMA4, allerdings wird in der CPUID nicht angezeigt, dass die Instruktion zur Verfügung steht.[1] Die Implementierung vom FMA4 bei Zen ist demnach inoffiziell und ab der Zen2-Mikroarchitektur (Q3/2019) schließlich nicht mehr vorhanden

| Mnemonic  | Operanden                    | Operation   |
| --------- | ---------------------------- | ----------- |
| VFMADDPDx | xmm, xmm, xmm/m128, xmm/m128 | a = b∙c + d |
| VFMADDPDy | ymm, ymm, ymm/m256, ymm/m256 | a = b∙c + d |
| VFMADDPSx | xmm, xmm, xmm/m128, xmm/m128 | a = b∙c + d |
| VFMADDPSy | ymm, ymm, ymm/m256, ymm/m256 | a = b∙c + d |
| VFMADDSD  | xmm, xmm, xmm/m64, xmm/m64   | a = b∙c + d |
| VFMADDSS  | xmm, xmm, xmm/m32, xmm/m32   | a = b∙c + d |

### CPUs mit FMA3
- Intel
  - Alle Intel-Core-i-Prozessoren ab der Haswell-Mikroarchitektur (4. Generation Core i-Prozessoren)
- AMD
  - Piledriver-basierte Prozessoren (2. Generation FX CPUs, Trinity und Richland APUs), Q2/2012
  - Steamroller-basierte Prozessoren (4. Generation A-Serie-Prozessoren, Kaveri-APUs) Q1/2014
  - Alle Ryzen- und Epyc-Prozessoren (ab der 1. Zen-Microarchitektur) Q1/2017

| Mnemonic     | Operanden          | Operation   |
| ------------ | ------------------ | ----------- |
| VFMADD132PDy | ymm, ymm, ymm/m256 | a = a∙c + b |
| VFMADD132PSy | ymm, ymm, ymm/m256 | a = a∙c + b |
| VFMADD132PDx | xmm, xmm, xmm/m128 | a = a∙c + b |
| VFMADD132PSx | xmm, xmm, xmm/m128 | a = a∙c + b |
| VFMADD132SD  | xmm, xmm, xmm/m64  | a = a∙c + b |
| VFMADD132SS  | xmm, xmm, xmm/m32  | a = a∙c + b |
| VFMADD213PDy | ymm, ymm, ymm/m256 | a = b∙a + c |
| VFMADD213PSy | ymm, ymm, ymm/m256 | a = b∙a + c |
| VFMADD213PDx | xmm, xmm, xmm/m128 | a = b∙a + c |
| VFMADD213PSx | xmm, xmm, xmm/m128 | a = b∙a + c |
| VFMADD213SD  | xmm, xmm, xmm/m64  | a = b∙a + c |
| VFMADD213SS  | xmm, xmm, xmm/m32  | a = b∙a + c |
| VFMADD231PDy | ymm, ymm, ymm/m256 | a = b∙c + a |
| VFMADD231PSy | ymm, ymm, ymm/m256 | a = b∙c + a |
| VFMADD231PDx | xmm, xmm, xmm/m128 | a = b∙c + a |
| VFMADD231PSx | xmm, xmm, xmm/m128 | a = b∙c + a |
| VFMADD231SD  | xmm, xmm, xmm/m64  | a = b∙c + a |
| VFMADD231SS  | xmm, xmm, xmm/m32  | a = b∙c + a |

## Anwendung
- Nützlich für gleitkommaintensive Berechnung, vor allem im Multimedia-, wissenschaftlichen oder Finanzberechnungen. Ganzzahloperationen sollen später folgen.
- Erhöht Parallelität und Durchsatz von Gleitkomma-SIMD-Berechnungen
- Verringert die Registerlast durch nicht destruktive Vier-Operanden-Form (im Fall von FMA4)
- Erhöht die Präzision gegenüber der Realisierung als zwei verkettete Multiplikations- und Additionsvorgänge. So kann es dazu kommen, dass wenn der Compiler automatisch eine Verkettung von Multiplikation und Addition durch eine FMA-Operation realisiert, dass man ein anderes, nämlich präziseres, Rechenergebnis bekommt.